# Dincolo de Pacific
Dincolo de Pacific sau Spionaj în Pacific (în engleză Across the Pacific) este un film american de spionaj din 1942, plasat în ajunul intrării Statelor Unite în Al Doilea Război Mondial. A fost regizat mai întâi de John Huston, apoi de Vincent Sherman, după ce Huston s-a alăturat United States Army Signal Corps. Rolurile principale au fost interpretate de actorii Humphrey Bogart, Mary Astor și Sydney Greenstreet.
În ciuda titlului, acțiunea nu progresează niciodată dincolo de Pacific, încheindu-se în Panama. Scenariul original descria o încercare de a evita un plan japonez de a invada Pearl Harbor. Când a avut loc atacul real de la Pearl Harbor, producția a fost oprită timp de trei luni, reluându-se la 2 martie 1942, cu un scenariu revizuit care a schimbat ținta în Panama.
Scenariul lui Richard Macauley a fost o adaptare a unui serial Saturday Evening Post de Robert Carson, „Aloha Means Goodbye”, publicat în perioada 28 iunie-26 iulie 1941.
Warner Bros. a folosit același titlu pentru un film mut de aventură din 1926, cu Monte Blue ca vedetă, care are un rol minor în filmul din 1942. Cu toate acestea, intriga celor două filme este diferită, cel din 1926 având loc în perioada Războiului hispano-american (aprilie-august 1898).

## Prezentare
La 17 noiembrie 1941, pe Insula Governors din New York, căpitanul Rick Leland este judecat de curtea marțială și dat afară din Corpul de artilerie de coastă al armatei Statelor Unite, după ce a fost prins furând. El încearcă să se alăture canadienilor, în Infanteria Ușoară a Prințesei Patricia, dar este respins cu răceală. Aparent în drum spre China pentru a lupta pentru Chiang Kai-shek, el se îmbarcă pe o navă japoneză, Genoa Maru, care navighează de la Halifax, Noua Scoție la Yokohama, prin Canalul Panama și Hawaii.
La bord, o întâlnește pe canadiana Alberta Marlow, care pretinde că este din Medicine Hat, și au o relație romantică. Ceilalți pasageri sunt Dr. Lorenz și servitorul său, T. Oki. Lorenz, profesor de sociologie, îi admiră pe japonezi și, prin urmare, este foarte nepopular în Filipine, unde locuiește. Leland, la rândul său, spune clar că va lupta pentru oricine dorește să-l plătească suficient.
În timpul unei opriri în New York City, Leland se dezvăluie a fi un agent secret atunci când raportează colonelului Hart, un ofițer sub acoperire al Military Intelligence Corps. Lorenz este un spion inamic cunoscut, dar Hart și Leland nu sunt siguri despre Marlow. Hart îl avertizează, de asemenea, să aibă grijă de un criminal japonez pe nume Totsuiko. Întorcându-se pe navă, Leland surprinde un asasin filipinez pe cale să-l împuște pe Lorenz. Leland câștigă încrederea lui Lorenz, acesta rămâne indiferent când Lorenz îl ucide pe bărbat. Joe Totsuiko se îmbarcă ca pasager, ca un tânăr Nisei înțelept, iar un alt bărbat se întoarce ca T. Oki. Lorenz îl plătește în avans pe Leland pentru informații referitoare la instalațiile militare americane care păzesc Canalul Panama.
În Panama, căpitanul anunță că navelor japoneze li se interzice intrarea în Canal și trebuie să ocolească în jurul Capului Horn. Leland, Marlow și Lorenz așteaptă o altă navă la hotelul lui Sam. Lăzile adresate lui Dan Morton, plantația Bountiful, sunt descărcate. Lorenz îi cere lui Leland să obțină programe actualizate pentru patrula aeriană. La 6 decembrie 1941, Leland se întâlnește cu contactul său local, A. V. Smith, și îl convinge să furnizeze orare reale, altfel Lorenz ar recunoaște datele false. Smith adaugă că proprietarul plantației, Dan Morton, este un dipsoman bogat și că Marlow este un cumpărător al Rogers Fifth Avenue din New York City.
Leland predă programele patrulei aeriene și este bătut cu brutalitate. Își revine câteva ore mai târziu și îl sună imediat pe Smith, avertizându-l să schimbe programul de patrulare. Smith este ucis după ce Leland închide. Lorenz și Marlow au plecat. Sam îl trimite pe Leland la un cinematograf, unde un bărbat îi șoptește: „Du-te la plantația Bountiful...” și este ucis. La plantație, Leland vede că se pregătește un bombardier cu torpile. El este capturat și adus la Lorenz. De asemenea, sunt prezenți Totsuiko, Marlow, Dan Morton și al doilea T. Oki, care se dovedește a fi un prinț și pilot japonez. Morton, a cărui slăbiciune a fost exploatată de agenții inamici pentru a câștiga o bază pentru activitățile lor, este tatăl lui Marlow. Singura ei miză în toată aventura este bunăstarea lui.
Lorenz dezvăluie că Smith a murit, așa că prințul poate distruge ecluzele Canalului Panama fără interferențe. Totsuiko este lăsat să păzească prizonierii. Când Morton se ridică în picioare, Totsuiko îl împușcă, dar asta îi permite lui Leland să-l lovească pe Totsuiko care rămâne la pământ. Afară, Leland preia o mitralieră de la un soldat japonez, doboară bombardierul în timp ce decolează și îi țintește pe acoliții lui Lorenz. În casă, Lorenz învins încearcă să comită seppuku, dar nu are suficient curaj. Îl roagă pe Leland să-l omoare. Leland refuză, spunându-i lui Lorenz că „are o întâlnire cu serviciul secret” al armatei. Leland și Marlow își strâng mâinile și se uită în sus la cerul plin de avioane americane.

## Distribuție

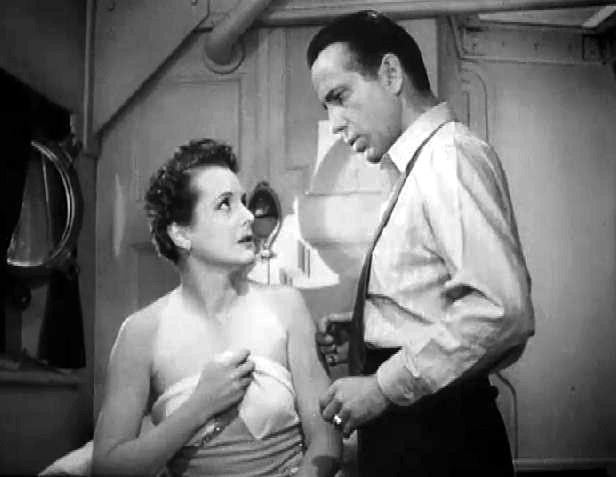
Alberta Marlow (Mary Astor) și Rick Leland (Humphrey Bogart) la bordul navei japoneze Genoa Maru.

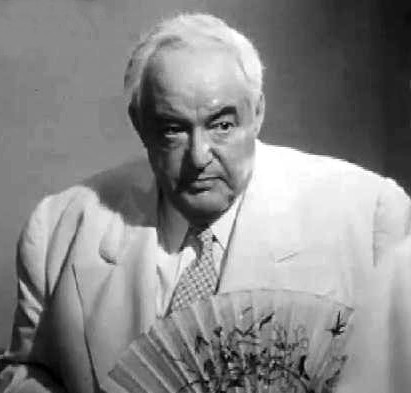
Sydney Greenstreet în Dincolo de Pacific

- Humphrey Bogart - Căpitanul de artilerie Rick Leland
- Mary Astor - Alberta Marlow
- Sydney Greenstreet - Dr. Lorenz
- Kam Tong - T. Oki, slujitorul lui Lorenz
- Charles Halton - A.V. Smith
- Victor Sen Yung - Joe Totsuiko
- Roland Got - Sugi
- Lee Tung Foo - Sam Wing On, proprietarul hotelului, este prietenul lui Rick
- Frank Wilcox - Căpitanul Morrison
- Paul Stanton - Colonelul Hart
- Lester Matthews -  Maiorul canadian
- John Hamilton - Președintele Curții Marțiale
- Roland Drew - Căpitanul Harkness
- Monte Blue - Dan Morton
- Chester Gan - Căpitanul Higoto
- Richard Loo - prim-ofițer Miyuma
- Keye Luke - ofițer al navei cu aburi
- Rudy Robles - Asasinul filipinez
- Spencer Chan - inginer șef Mitsuko
- Frank Mayo - procuror al Curții Marțiale
- Philip Ahn - om în teatru (nemenționat)
- Anthony Caruso - taximetrist (nemenționat)
- William Hopper - îngrijitor (nemenționat)

## Producție
La 20 decembrie 1941, The New York Times a anunțat vânzarea poveștii lui Carson pentru 12.500 de dolari.
După pauza cauzată de atacul de la Pearl Harbor, producția a fost reluată la 2 martie 1942, iar filmările au continuat până pe 2 mai 1942 (inclusiv reluări). Filmul a avut premiera în New York City la 4 septembrie 1942.
Colonelul J. G. Taylor a fost consilier tehnic pentru scena curții marțiale de la începutul filmului.
Bret Wood de la TCM a afirmat că John Huston a creat efectul de a fi pe ocean prin construirea platoului cu puntea navei pe o platformă susținută de ascensoare hidraulice pentru a menține totul în mișcare. În unele dintre scenele interioare, „aparatul de filmat subtil, aproape imperceptibil, se îndreaptă spre și departe de actori, oferind un efect vag de dezorientare care servește bine temeiului moral în continuă schimbare al filmului.”
Regizorul John Huston a fost chemat de Corpul de semnalizare al Forțelor Armatei (Army Service Forces Signal Corps) în timpul filmărilor. Într-un interviu ulterior, el a susținut că l-a lăsat în mod deliberat pe Leland legat și ținut sub amenințarea pistolului ca un element abrupt de intrigă (cliff-hanger) pe care înlocuitorul său s-o rezolve. Vincent Sherman a preluat regia la 22 aprilie 1942 și a terminat filmările (mai puțin scenariul pe care Huston îl luase cu el, explicând „Bogie va ști cum să iasă”). Ulterior, Huston a declarat că soluția lui Sherman la problemă „nu are credibilitate“. Soluția studioului a fost să renunțe la filmările lui Huston despre dilema imposibilă și să scrie un nou scenariu.
TCM.com relatează că Mary Astor și-a amintit mai târziu că internarea în continuă expansiune a japonezilor americani în lagăre de muncă, ordonată de președintele Franklin D. Roosevelt pe 3 martie 1942, i-a lăsat pe actorii japonezi fără locurile lor de muncă în film. Fișierul Dincolo de Pacific din Biblioteca USC Cinema-TV arată că actorii etnic chinezi au fost desemnați ca personaje japoneze de la început. În afară de consilierul tehnic Dan Fujiwara și „câteva roluri minore”, nu au fost persoane etnic japonezi în Dincolo de Pacific.

## Primire
Variety a comentat: „Deși filmul nu atinge prea bine tensiunea... generată de Șoimul maltez, este o melodramă vioaie cu ritm rapid. Huston regizează cu îndemânare, după un scenariu plin de senzații tari [scris] de Macauley.”
La 5 septembrie 1942, Bosley Crowther de la The New York Times l-a lăudat pe „tânărul domn Huston... de data aceasta a făcut un film de spionaj care furnică datorită incertitudinilor înfricoșătoare și strălucește cu luciul oțelului pur... (ducându-și) publicul direct în film prin munca sa cu aparatul de filmat care depinde de prim-planuri... El nu vă anunță niciodată cu siguranță în ce direcție va sări un personaj... Cu aceste personaje înșelătoare, cu un dialog excelent și o realistă punere în scenă, domnul Huston le-a oferit celor de la Warner o peliculă încântător de terifiantă. E ca și cum ai avea un cuțit la coaste timp de o oră și jumătate.”